# Peștera Caprelor
Peștera Caprelor (monument al naturii) este o arie naturală protejată de interes național ce corespunde categoriei a III-a IUCN (rezervație naturală de tip speologic), situată în județul Vâlcea, pe teritoriul administrativ al orașului Băile Olănești.

## Descriere
Rezervația naturală declarată arie protejată prin Legea Nr.5 din 6 marie 2000 se află în Munții Căpățânii, în bazinul superior al râului Cheia, la o altitudine de 950 m și are o suprafață de 0,50 hectare.
Aria naturală reprezintă o cavitate (peșteră) în versantul stâng al văii Cheii, cu importante depuneri de carbonat de calciu rezultate prin dizolvarea calcarului de către apele de infiltrație, dând naștere mai multor forme  concreționare (stalagtite, stalagmite, baldachine, ghirlande, pânze), ce adăpostește faună fosilă de urs și hienă de peșteră.